# 齿叶黄杞
齿叶黄杞（学名：Engelhardtia serrata），为胡桃科黄杞属下的一个植物种。